# 사회인격학
사회인격학(社會人格學, socionics, 소시오닉스)은 새로운 심리학 이론이다. 이 이론에 따르면, 사람들 사이의 관계는 유전학적으로 그들이 타고난 심리적 유형에 따른다는 것이다. 사회인격학은 스위스 심리학자 카를 융이 만든 유형체계에 바탕을 두고 있다. 주로 러시아와 동유럽, 중앙아시아에서 활용한다.

## 타입간 관계
사회인격학에서는 서로 다른 유형의 사람들이 정보를 전달하는 방식이 타입간 관계(intertype relations)에 의해서 결정된다고 간주한다. 각각의 타입간 관계는 좋은 점과 나쁜 점이 있는데, 이 중 이중성 관계가 보통 장기적인 관점에서 심리적으로 가장 편한 관계라고 평가받는다. 모두 합해 각 타입에는 16개의 관계 역할이 있다(감독 여부와 이익 여부로 나눠진 2개를 제외하면 14개). 감독과 요청 관계를 제외한 나머지 관계는 모두 대칭적이다. 감독과 요청 관계는 비대칭적이며 2가지 역할로 나눠진다. 요청 - 요청자와 요청을 받는 이, 감독 - 감독자, 감독을 받는 이. 아래 테이블의 개별 칸은 왼쪽 열에 해당하는 타입 사람이 상단 행 타입 사람에 대응하는 방식을 설명한다.
|     | ILE | SEI | ESE | LII | EIE | LSI | SLE | IEI | SEE | ILI | LIE | ESI | LSE | EII | IEE | SLI |
| --- | --- | --- | --- | --- | --- | --- | --- | --- | --- | --- | --- | --- | --- | --- | --- | --- |
| ILE | Id  | Du  | Ac  | Mr  | Rq+ | Sv+ | Cp  | Mg  | Se  | Ex  | QI  | Cf  | Rq- | Sv- | Cg  | Sd  |
| SEI | Du  | Id  | Mr  | Ac  | Sv+ | Rq+ | Mg  | Cp  | Ex  | Se  | Cf  | QI  | Sv- | Rq- | Sd  | Cg  |
| ESE | Ac  | Mr  | Id  | Du  | Cg  | Sd  | Rq- | Sv- | QI  | Cf  | Se  | Ex  | Cp  | Mg  | Rq+ | Sv+ |
| LII | Mr  | Ac  | Du  | Id  | Sd  | Cg  | Sv- | Rq- | Cf  | QI  | Ex  | Se  | Mg  | Cp  | Sv+ | Rq+ |
| EIE | Rq- | Sv- | Cg  | Sd  | Id  | Du  | Ac  | Mr  | Rq+ | Sv+ | Cp  | Mg  | Se  | Ex  | QI  | Cf  |
| LSI | Sv- | Rq- | Sd  | Cg  | Du  | Id  | Mr  | Ac  | Sv+ | Rq+ | Mg  | Cp  | Ex  | Se  | Cf  | QI  |
| SLE | Cp  | Mg  | Rq+ | Sv+ | Ac  | Mr  | Id  | Du  | Cg  | Sd  | Rq- | Sv- | QI  | Cf  | Se  | Ex  |
| IEI | Mg  | Cp  | Sv+ | Rq+ | Mr  | Ac  | Du  | Id  | Sd  | Cg  | Sv- | Rq- | Cf  | QI  | Ex  | Se  |
| SEE | Se  | Ex  | QI  | Cf  | Rq- | Sv- | Cg  | Sd  | Id  | Du  | Ac  | Mr  | Rq+ | Sv+ | Cp  | Mg  |
| ILI | Ex  | Se  | Cf  | QI  | Sv- | Rq- | Sd  | Cg  | Du  | Id  | Mr  | Ac  | Sv+ | Rq+ | Mg  | Cp  |
| LIE | QI  | Cf  | Se  | Ex  | Cp  | Mg  | Rq+ | Sv+ | Ac  | Mr  | Id  | Du  | Cg  | Sd  | Rq- | Sv- |
| ESI | Cf  | QI  | Ex  | Se  | Mg  | Cp  | Sv+ | Rq+ | Mr  | Ac  | Du  | Id  | Sd  | Cg  | Sv- | Rq- |
| LSE | Rq+ | Sv+ | Cp  | Mg  | Se  | Ex  | QI  | Cf  | Rq- | Sv- | Cg  | Sd  | Id  | Du  | Ac  | Mr  |
| EII | Sv+ | Rq+ | Mg  | Cp  | Ex  | Se  | Cf  | QI  | Sv- | Rq- | Sd  | Cg  | Du  | Id  | Mr  | Ac  |
| IEE | Cg  | Sd  | Rq- | Sv- | QI  | Cf  | Se  | Ex  | Cp  | Mg  | Rq+ | Sv+ | Ac  | Mr  | Id  | Du  |
| SLI | Sd  | Cg  | Sv- | Rq- | Cf  | QI  | Ex  | Se  | Mg  | Cp  | Sv+ | Rq+ | Mr  | Ac  | Du  | Id  |

Key: Du - Duality(이중성); Ac - Activation(활성화); Sd - Semi-duality(준-이중성); Mg - Mirage(신기루); Mr - Mirror(거울); Id - Identity(동일);
Cp - Cooperation(협력); Cg - Congenerity(유사); QI - Quasi-Identity(거짓-동일); Ex - Extinguishment(상쇄); Se - Super-ego(슈퍼에고);
Cf - Conflict(갈등); Rq+ - Requester(요청[함]); Rq- - Request recipient(요청[받음]); Sv+ - Supervisor(감독[함]); Sv- - Supervisee(감독[받음])

다음 테이블은 사회인격학에서 사용하는 테이블을 MBTI 변환 방식에 따라 변환하고 용어를 한국어로 번역한 것이다. 사회인격학에서 사용하는 유형과 MBTI 유형은 기준이 달라 완전히 일치하지 않으므로 주의해야 한다. 그래서 다음 테이블을 정확한 MBTI 유형 테이블이라고 생각해서는 안된다. 차이가 생기는 부분은 j/p를 구분하는 방식으로 MBTI와 사회인격학의 접근이 상당히 다르다. 따라서 MBTI 타입 기준으로 사회인격학 자료를 볼 때는 특히 내향형의 경우 j/p 둘 다 확인하는 것이 좋다. 예를 들어, 사회인격학에서 ILE 타입은 ENTp로 표현하기도 하는데 이는 MBTI의 ENTP 타입과 유사하다. 마찬가지로 SEI 타입은 ISFp로 표현하는데 이는 MBTI의 ISFJ 타입과 대응하지만 ISFP 특성과도 일부 연관된다.
|     | ILE        | SEI        | ESE        | LII        | EIE        | LSI        | SLE        | IEI        | SEE        | ILI        | LIE        | ESI        | LSE        | EII        | IEE        | SLI        |
| --- | ---------- | ---------- | ---------- | ---------- | ---------- | ---------- | ---------- | ---------- | ---------- | ---------- | ---------- | ---------- | ---------- | ---------- | ---------- | ---------- |
| ILE | 동일       | 이중성     | 활성화     | 거울       | 요청[함]   | 감독[함]   | 협력       | 신기루     | 슈퍼에고   | 상쇄       | 준-동일    | 갈등       | 요청[받음] | 감독[받음] | 유사       | 준-이중성  |
| SEI | 이중성     | 동일       | 거울       | 활성화     | 감독[함]   | 요청[함]   | 신기루     | 협력       | 상쇄       | 슈퍼에고   | 갈등       | 준-동일    | 감독[받음] | 요청[받음] | 준-이중성  | 유사       |
| ESE | 활성화     | 거울       | 동일       | 이중성     | 유사       | 준-이중성  | 요청[받음] | 감독[받음] | 준-동일    | 갈등       | 슈퍼에고   | 상쇄       | 협력       | 신기루     | 요청[함]   | 감독[함]   |
| LII | 거울       | 활성화     | 이중성     | 동일       | 준-이중성  | 유사       | 감독[받음] | 요청[받음] | 갈등       | 준-동일    | 상쇄       | 슈퍼에고   | 신기루     | 협력       | 감독[함]   | 요청[함]   |
| EIE | 요청[받음] | 감독[받음] | 유사       | 준-이중성  | 동일       | 이중성     | 활성화     | 거울       | 요청[함]   | 감독[함]   | 협력       | 신기루     | 슈퍼에고   | 상쇄       | 준-동일    | 갈등       |
| LSI | 감독[받음] | 요청[받음] | 준-이중성  | 유사       | 이중성     | 동일       | 거울       | 활성화     | 감독[함]   | 요청[함]   | 신기루     | 협력       | 상쇄       | 슈퍼에고   | 갈등       | 준-동일    |
| SLE | 협력       | 신기루     | 요청[함]   | 감독[함]   | 활성화     | 거울       | 동일       | 이중성     | 유사       | 준-이중성  | 요청[받음] | 감독[받음] | 준-동일    | 갈등       | 슈퍼에고   | 상쇄       |
| IEI | 신기루     | 협력       | 감독[함]   | 요청[함]   | 거울       | 활성화     | 이중성     | 동일       | 준-이중성  | 유사       | 감독[받음] | 요청[받음] | 갈등       | 준-동일    | 상쇄       | 슈퍼에고   |
| SEE | 슈퍼에고   | 상쇄       | 준-동일    | 갈등       | 요청[받음] | 감독[받음] | 유사       | 준-이중성  | 동일       | 이중성     | 활성화     | 거울       | 요청[함]   | 감독[함]   | 협력       | 신기루     |
| ILI | 상쇄       | 슈퍼에고   | 갈등       | 준-동일    | 감독[받음] | 요청[받음] | 준-이중성  | 유사       | 이중성     | 동일       | 거울       | 활성화     | 감독[함]   | 요청[함]   | 신기루     | 협력       |
| LIE | 준-동일    | 갈등       | 슈퍼에고   | 상쇄       | 협력       | 신기루     | 요청[함]   | 감독[함]   | 활성화     | 거울       | 동일       | 이중성     | 유사       | 준-이중성  | 요청[받음] | 감독[받음] |
| ESI | 갈등       | 준-동일    | 상쇄       | 슈퍼에고   | 신기루     | 협력       | 감독[함]   | 요청[함]   | 거울       | 활성화     | 이중성     | 동일       | 준-이중성  | 유사       | 감독[받음] | 요청[받음] |
| LSE | 요청[함]   | 감독[함]   | 협력       | 신기루     | 슈퍼에고   | 상쇄       | 준-동일    | 갈등       | 요청[받음] | 감독[받음] | 유사       | 준-이중성  | 동일       | 이중성     | 활성화     | 거울       |
| EII | 감독[함]   | 요청[함]   | 신기루     | 협력       | 상쇄       | 슈퍼에고   | 갈등       | 준-동일    | 감독[받음] | 요청[받음] | 준-이중성  | 유사       | 이중성     | 동일       | 거울       | 활성화     |
| IEE | 유사       | 준-이중성  | 요청[받음] | 감독[받음] | 준-동일    | 갈등       | 슈퍼에고   | 상쇄       | 협력       | 신기루     | 요청[함]   | 감독[함]   | 활성화     | 거울       | 동일       | 이중성     |
| SLI | 준-이중성  | 유사       | 감독[받음] | 요청[받음] | 갈등       | 준-동일    | 상쇄       | 슈퍼에고   | 신기루     | 협력       | 감독[함]   | 요청[함]   | 거울       | 활성화     | 이중성     | 동일       |

### 이중성 관계(Duality)
이원 관계라고도 불린다. 이중성 관계는 사회인격학에서 기본이 되는 개념이다. 이중성 관계는 가장 이상적인 관계이며 서로 지지하고 이익이 되는 관계라고 설명할 수 있으며, 보통 우정, 친밀함, 결혼 등에서 최적의 관계로 평가된다(물론 사회인격학 타입이 이 관계에 영향을 미치는 유일한 요소는 아니다). 
여덟가지 이중성 관계 쌍은 다음과 같다:
| LSE |  | — |  | EII |
| LIE |  | — |  | ESI |
| ESE |  | — |  | LII |
| EIE |  | — |  | LSI |
| SLE |  | — |  | IEI |
| SEE |  | — |  | ILI |
| ILE |  | — |  | SEI |
| IEE |  | — |  | SLI |

이중성 관계에서 한 사람의 주기능은 상대방의 열등 기능이며, 2차 기능은 상대의 3차기능에 해당한다. 그래서 각자의 에고 기능들(가장 강하고 사회화 된 기능들)이 상대방의 수퍼 이드 기능(그 사람이 도움을 원하고 필요로 하는 부분)과 연결된다. 비슷하게 각자의 슈퍼에고 블럭은 상대의 이드 기능과 연결된다. 이중성 관계는 보통 두 사람이 모두 만족하며 영감을 불어넣고 지지를 해주는 관계다. 이중성 관계는 사회인격학 연구의 중심 주제다. 아우구스타(Augusta)는 이중성 관계 파트너에게서 연락이 뜸해진 사람들이 종종 그들의 개성을 부자연스럽게 왜곡한다는 사실에서 연구를 시작했다. 이런 현상은 "유형 가리기(type masking)"라고 불린다. 갈등 관계 유형과 관계를 이어나가는 것은 특별히 문제가 많은 것으로 보고된다. 한 사람이 갈등 관계 상대방과 가깝게 지내면서 예민한 신경증 상태가 되는 경우를 종종 볼 수 있다.
이중성 관계는 다음 그림으로 표현할 수 있다. 이 그림은 ILE와 SEI 사이의 세부 관계를 나타낸다.

### 활성화 관계(Activation)
활성화 관계는 두 파트너가 같은 쿼드라에 있고 내향, 외향 특성을 공유할 때 생긴다. 이 관계는 이중성 관계보다는 덜 만족스럽다. 각 파트너의 지배적인 기능은 다른 이의 6차(mobilizing) 기능과 같다. 활성화 관계는 종종 로맨틱해지는데, 이는 파트너가 서로를 매력적으로 생각할 때 그렇다. 이 관계는 종종 시작하기 아주 쉽다. 파트너 서로가 내향, 외향 특성을 공유하기 때문이다. 내향 활성화 특성은 수줍어 보이는 반면, 외향 활성화 관계는 열광적으로 보인다.

### 준-이중성 관계(Semi-duality)
준-이중성 관계는 이중성 관계와 비슷하다. 두 파트너는 종종 관계에서 이중성을 발견하지만 다른 파트너가 적절한 곳에 강조를 하지 못한다고 느낀다. 준-이중성 관계에서 파트너는 서로 상대의 5차 기능(dual-seeking)을 돕지만 그러면서 자신은 도움을 받는 영역(사고, 감정, 감각, 직관)에 자신감을 갖지 못하는 관계가 된다.
준-이중성 관계는 상당한 기간 동안 아주 가까워질 수 있는데, 그 후에는 조화가 영영 깨지기도 한다. 이런 관계는 종종 공통의 관심사나 함께 아는 친구로 인해 시작되거나 다시 불 붙는다.

### 신기루 관계(Mirage)
신기루 관계는 한 사람의 2차기능이 다른 사람의 3차 기능과 같지만, 5차 기능이 다른 이의 1차 기능일 경우에 생긴다. 신기루 관계는 가깝고 시작하기 쉽다. 왜냐하면 두 사람이 사고, 감정, 감각, 직관에 관한 선호도를 공유해서 효과적으로 소통할 수 있기 때문이다.

### 거울 관계(Mirror)
거울 관계는 서로 같은 에고 기능을 사용하지만 그 중 다른 부분을 강조할 때 생긴다. 한 사람의 주 기능은 다른 사람의 2차(creative) 기능이 된다. 거울 관계의 특징은 파트너 간에 비슷한 동기를 가지고 비슷하게 행동하며 유사하게 이해하는 것으로 설명할 수 있다. 상호 작용은 보통 대화로 나타나는데, 한 사람이 생각의 길을 열면 다른 이가 그것을 명확하게 정리하는 식으로 구성된다.
거울 관계에서 중요한 의견 차이는 Ej, Ip (EJ/IJ MBTI)사이에서, 또는 Ep, Ij (EP/IP MBTI)사이에서 생긴다. Ej는 수동적이고 불안정한 Ip 행동을 보여서 일을 완성하는 것을 심각하게 주저하게 되는데, Ip는 침착하지 않고 먼저 행동하는 Ej 타입의 행동을 두렵고 답답하다고 느낄 수 있다. 비슷하게 Ep 타입들은 Ij 타입이 멍청하고 지루하다고 느끼고, Ij 타입은 Ep타입을 거칠고 예측 불가능하며 충동적이라고 느낄 수 있다.

### 동일 관계(Identity)
동일 관계는 같은 타입 두 사람 사이의 관계를 말한다. 종종 두 사람은 상황과 문제를 비슷하게 인식하고 비슷하게 대응할 것이다. 파트너는 보통 다른 이가 행동하는 배경이 되는 동기를 이해한다. 동일 관계에 있는 파트너의 관계는 상호 이해, 자기 계발, 배움으로 특징지을 수 있다. 각자는 다른 이의 아이디어를 이해하고 그 가치를 볼 수 있다. 하지만 어떤 타입의 경우, 함께 할 정보가 바닥난다면 그런 관계가 금방 고갈되고 재미없게 느껴질 수 있다. 더 이상 토의할 것이 없어 보이기 때문이다.

### 협력 관계(Cooperation)
협력 관계는 2차(creative) 기능이 같지만 주 기능이 다른 사람들 사이에서 생긴다. 그 결과로 파트너는 종종 관심 분야가 비슷하고 비슷한 활동을 하지만, 다른 이의 내적 동기를 이해하지는 못한다. 파트너들은 그들의 관심 영역에 관해 종종 전혀 다른 작업 일정으로 접근하므로 팀으로 일한다면 갈등이 생길 것이다. 이 관계는 자유로운 토론으로 충돌하는 것을 피하기 위해서 격식을 차린 사무적인 분위기가 된다.

### 유사 관계(Congenerity)
유사(=동종, 비교 대상) 관계에 있는 사람들은 주 기능이 같지만 2차(creative) 기능이 다른 관계에 있다. 이들은 종종 서로를 재미있는 사람으로 생각하며 다른 이의 동기를 파악할 수 있다. 하지만 이들은 다른 이가 익숙하지 않거나 흥미롭게 생각하지 않는 방식으로 외부에 대응한다. 유사 관계는 대화를 통해서 아이디어를 교환한다는 측면에서 거울 관계와 유사하다. 이 관계는 쉽게 시작할 수 있는데 둘 다 비슷한 타입의 지성을 가지고 있으며 대화하기 쉽기 때문이다.

### 준-동일 관계(Quasi-identity)
준-동일 관계는 서로 오해하게 되는 특징이 있다. 이 관계에서는 한 사람의 에고 기능이 다른 이의 8번(background) 기능과 7번(restricting) 기능이다. 준 동일 관계에 있는 사람은 반대되는 기능을 사용하지만 종종 비슷한 관심사를 가지고(이드 블럭과 에고 블럭에 같은 기능을 포함한다) 비슷한 활동에 참여한다. 하지만 그들은 상대방의 동기나 아이디어에 관해서는 거의 이해하지 못한다.
준-동일 관계의 파트너는 종종 그들이 상대방과 크게 다르다고 생각한다. 하지만 외부 관찰자는 그들이 서로 다르다고 생각하는 차이를 구분하기 어려워한다. 거짓-동일 관계는 새로운 아이디어를 평가하고 약점을 찾는데 가장 생산적이다. 왜나하면 그들은 서로 다른 측면에서 전문적인 시각을 가지고 있기 때문이다.

### 상쇄 관계(Extinguishment)
상쇄 관계는 두 사람이 같은 영역에서 자신이 있지만 서로 다른 기능에 중점을 두는 경우에 생긴다. 이 관계에서는 종종 생활 양식이 비슷하지만 생각하는 과정은 다른 것을 볼 수 있다. 파트너는 비슷한 분야에 흥미를 보이고 전문적인 지식을 보유하며 서로 의사소통하는데 문제를 느끼지 않는다. 하지만, 서로가 특정한 생각이나 일에 크게 다른 결론을 내릴 때 둘 사이에는 오해와 갈등이 생긴다.

### 초자아 관계(Super-ego)
초자아 관계는 한 사람의 에고 기능이 다른 사람의 초자아 기능일 때 생긴다. 초자아 관계는 가치를 다르게 생각하고, 불편하며, 서로 오해하게 되는 특징이 있다.
초자아 관계에 있는 사람은 종종 상대방이 그들과 전혀 비슷하지 않다는 점을 알고 매혹되거나 놀란다. 초자아 파트너는 그들이 중요하게 생각하는 가치를 상대방이 완전히 반대로 생각한다는 점을 지속적으로 알게 된다. 외부 관찰자도 종종 이 사실을 알게 된다.

### 갈등 관계(Conflict)
갈등 관계는 당연하게도 지속적으로 갈등이 만들어지는 관계이다. 갈등 관계의 사람들은 전혀 다른 가치를 중요하게 생각해서, 그들은 상대방의 내적 동기나 생활 스타일을 거의 이해하지 못한다. 이들은 상대방이 말이 안된다고 생각해서 내다버린 아이디어를 지켜야할 당연한 진실로 생각하기도 한다. 가끔은 이들이 서로를 약간 이해해서 갈등 자체를 잘 이해하지 못했다는 점을 생각하기도 한다. 하지만 문제는 숨겨진 상태로 이들을 어렵게 만들어서 갈등을 끝낼 수 없게 한다. 갈등 관계를 만드는 사람들은 반대되는 기질의 사람이어서 서로를 불편하게 만든다. 이들은 보통 상대에 관해 흥미롭게 생각하지만 동시에 상대를 피곤해한다.

### 후원자 수혜자 관계 (benefactor-beneficiary)
후원자 수혜자 관계는 비대칭적인 관계다. 서로 갈망하면서도 함께 하기 어려운 이 관계에서 후원자의 1차 기능은 수혜자의 6차 기능, 후원자의 2차 기능이 수혜자의 4차 기능이므로 후원자는 수혜자를 무의식적으로 도와주어야 하는 사람으로 인지한다. 허나, 수혜자의 1차 기능은 후원자의 3차 기능이므로, 후원자에 결함을 마찬가지로 보지만 후원자는 수혜자의 도움을 받을 수 없다. 수혜자는 일반적으로 관계가 처음 시작되고 일정 기간까지 후원자를 높은 평가로 존경하게 되는데, 본인에겐 어려운 일임에도 처리해내는 것과 후원자의 행동 매너 등을 보고 과대 평가하게 된다. 일반적으로 후원자가 사회적으로 더 높은 위치에 있는 경우 관계는 문제가 없을 수 있으나, 그 반대의 경우 관계가 어려워질 수 있다. 왜냐하면 후원자의 도움과 조언이 이해는 되면서도 그들에겐 불필요하다고 생각되거나 적용할 수 없기 때문이며, 수혜자의 강점은 후원자로 부터 진심으로 인정받지 못하기 때문이다. 일반적으로 깊이있는 대화와 분쟁을 겪기 전에는 눈치 못 챌수 있으나, 어느 정도 관계가 진전 될 경우 불쾌한 상황에 직면할 수 있다. 이러한 요청 관계에 있는 경우, 수혜자는 후원자가 수혜자를 대하는 행동을 무조건 받아들이지 않는 경우에 관계가 지속되기 어렵다. 관계가 지속되기 위해선 수혜자는 후원자로부터 필요로 하는 것이 무엇인가 있어야만 지속 가능하며, 이것이 충족되지 않을 경우, 수혜자가 떠나는 것으로 관계는 끝이 난다. 또한, 둘 중 누구라도 스트레스로 인한 그림자 기능(5,6,7,8차 기능)이 발동되면 수혜자의 특성이 후원자에 대한 감독자로 기능이 변질되어 분쟁 발생 시, 후원자는 수혜자와 소통하는 것이 마찬가지로 어려워지며, 양쪽 다 그림자 기능이 발동 시 후원자와 수혜자 위치가 바뀌게 되어, 갑과 을이 변경되는 일이 생겨 싸움이 끝나고 정상 기능으로 돌아왔을때 끊임 없는 재정의를 하기 위한 다툼이 발생할 수 있고 다툼에 해결이 전혀 보이지 않을 수 있다. 

### 감독 관계(Supervision)
감독 관계는 비대칭적이다. 한 타입이 다른 타입을 감독한다. 감독 관계는 감독자가 자신의 기반(주) 기능을 감독받는 사람의 생활에 적용하려고 시도하는 것으로 설명할 수 있다. 감독자는 종종 감독받는 사람을 흥미로운 사람으로 생각하고 감독받는 사람의 생활을 이해한다. 감독자의 2차 기능(creative)이 감독받는 사람의 주 기능이기 때문이다. 그럼에도 불구하고, 감독받는 사람은 방어적이 되기 쉽다. 감독자의 주 기능은 감독받는 사람의 7차 기능(place of least resistance, 가장 비판받기 쉬운 열등 기능)이기 때문이다. 감독받는 사람은 감독자를 악마의 화신이라고 여기기도 하는데, 감독자는 왜 상대가 그의 목적과 선의의 도움에 관해 그렇게 서툴게 응대하는지 몰라 당황해한다. 이런 감독 관계의 경우, 감독자가 사회적으로 더 높은 위치에 있는 경우는 문제가 없을 수 있다. 요청 관계와는 달리, 이들 중 분쟁으로 인해 생긴 스트레스로 인해 그림자 기능(5,6,7,8차 기능)이 발동되면 수혜자 후원자 특성을 띄게 되어, 이들 관계는 분쟁을 통해 챙김 받는 듯한 애틋함을 느끼고 분쟁이 쉽게 끝날 수 있다.   

## 타입의 그룹

### 쿼드라(Quadras)
하나의 쿼드라는 4가지 타입을 묶은 그룹을 의미하는데, 쿼드라 내에서는 오로지 동일 관계, 이중성 관계, 활성화 관계, 거울 관계만이 생긴다. 쿼드라는 여러 유형 중에서 심리적으로 가장 편안하게 느끼는 네 타입을 그룹으로 묶은 것이다. 쿼드라 내에서 느끼는 편안함과 조화는 쿼드라 내의 모든 타입들이 그들의 에고와 슈퍼 이드 블럭 내부에서 공유하는 정보 요소를 사용해서 의사 표현을 하기 때문에 생긴다. 그리고 그들의 슈퍼 에고와 이드 블럭에 있는 정보 요소들은 강조하지 않는다.
같은 쿼드라 내에서 느끼는 조화와 마찬가지로 쿼드라 사이에 대립하는 힘 역시 존재한다. 만약 누군가가 알파, 베타, 감마, 델타 네 가지 쿼드라를 둥글게 배치했다고 하면, 두 쿼드라는 서로 마주보게 될 것이다. 마주보는 두 쿼드라는 대립하는 쿼드라가 되어 거짓-동일 관계, 갈등 관계, 슈퍼 에고 관계, 상쇄 관계가 생긴다. 반대되는 타입에 둘러싸인 사람은 종종 어색하고 외따로 떨어진 것처럼 느끼는데, 이는 주위에 있는 모든 사람이 자신의 약점을 찾거나 보완해주려 하기 때문이다. 이런 상호작용 방식은 겉으로는 비슷해 보이는 사람들(거짓-동일 관계의 경우)이나 항상 서로를 공격하는 상대(종종 갈등 관계)가 겪는 근본적인 오해의 기반이 된다.
| 1 알파          | 2 베타          | 3 감마          | 4 델타          |
| --------------- | --------------- | --------------- | --------------- |
| ILE SEI ESE LII | EIE LSI SLE IEI | SEE ILI LIE ESI | LSE EII IEE SLI |

### 클럽(Clubs)
클럽은 행동 영역과 방식을 반영하는 그룹이다. 4개의 클럽에 각각 4개 타입이 속한다.
- 실용주의자 Pragmatists (ST): ESTp, ESTj, ISTp, ISTj; or SLE, LSE, SLI, LSI
- 연구자 Researchers (NT): ENTp, ENTj, INTp, INTj; or ILE, LIE, ILI, LII
- 사교가 Socials (SF): ESFp, ESFj, ISFp, ISFj; or SEE, ESE, SEI, ESI
- 인도주의자 Humanitarians (NF): ENFp, ENFj, INFp, INFj; or IEE, EIE,  IEI, EII

## 비판
사회인격학에 관한 과학계 커뮤니티의 의견은 통일되지 않는다. 사회인격학 분석가와 이론가들은 "과학과 기술의 결합이 개인, 사람들의 그룹, 나아가 사회 전체의 행동과 활동을 예측할 수 있게 한다"고 말한다.  그리고 "과학으로 인간의 조화 가능성을 밝히는 법칙을 발견했다" 고 한다. 심리학자 세르게이 보고마즈(Sergey Bogomaz)는 사회인격학의 포스트-융 유형학이 더 많은 유형 특성을 반영하고 타입간 관계를 공식화했다는 측면에서 MBTI보다 낫다고 이야기했다. 이후 저술에서 보고마즈는 사회인격학 유형과 MBTI 유형을 심리학 연구에 사용했다.
철학자 모나스티르스키(L. M. Monastirsky)는 추측 기반의 분류를 첫번째 단점으로 꼽았다. 두번째는 유형을 명확하게 정의하는 방법이 없어서 사회인격학 학교들이 각자 나름의 방법을 사용한다는 점을 꼽았다. 동시에 모나스티르스키는 사회인격학의 가능성을 인정하면서 과학 방법론 분야의 일부 연구를 수행하기 위해서 사회인격학 개념을 활용하자고 제안했다. 사회인격학 분야에서 서로 다른 분석가들이 내리는 유형 진단을 하나로 통합하는 것이 중요하다. 블라디미르 에르마크(Vladimir Ermak)는 모델 A의 신진대사 유형에 관한 이해가 부족해서 사회인격학 유형 정의에 많은 실수가 생겼다는 점을 보여주었다. 2000년대 초, 사회인격학 분석가들은 유형 진단을 위한 보다 엄격한 접근법을 개발했다.

## 같이 보기
- 분석심리학
- 융의 원형
- 실재론
- 마이어스-브릭스 유형 지표